# リンディ・ウォーターズ3世
リンディ・ウォーターズ3世（Lindy Waters III, 1997年7月28日 - ）は、アメリカ合衆国・コロラド州ボルダー出身のプロバスケットボール選手。NBAのサンアントニオ・スパーズに所属している。ポジションはシューティングガードまたはスモールフォワード。

## 経歴

### 若齢期
1997年7月28日、リンディ・ウォーターズ・ジュニアとリサ・ウォーターズの間に生まれた。ノーマン・ノース高校に入り、3年生の時、友人との賭けに負けた後、エアソフトガンを持って写真を撮った。この件で、退学となり、サンライズ・クリスチャン・アカデミーに転校した。数ヶ月後、ノーマン・ノース高校への復学を許され、バスケットボールチームに復帰し、チームの州決勝進出に貢献した。 2015年11月、ウォーターズはオクラホマ州立大学でカレッジバスケットボールをプレーすることを決意した。

### カレッジ
1年生の時、脳震盪と足の骨折を負い、数試合欠場した。NCAAトーナメントに出場したチームで、平均5.7得点を記録した.。2年生の時、平均8.7得点、3.7リバウンドを記録した。2018年8月、彼は部族間評議会から「年間最優秀インディアン」に選ばれた。3年生の時、平均12.2得点、4.2リバウンド、2.8アシストを記録した。4年生の時、ウォーターズは平均10.5得点、4.2リバウンド、2.4アシストを記録した。

### プロ
2020年のNBAドラフトでは指名はなく、2021年3月31日にバスケットボールリーグのエニッド・アウトローズと契約した。17試合に出場し、平均12.6得点、4.9アシスト、5.4リバウンドを記録した。2021年7月6日、LEBオロのパーマー・アルマ・メディテラネアと契約した。しかし、この契約は8月14日に事務的な問題により無効となった。

### NBA

#### オクラホマシティ・サンダー
2021年10月にNBAGリーグのオクラホマシティ・ブルーに加入し、ブルーでの初シーズンでは、平均8.3得点、3.3リバウンド、1.1アシスト、1.1スティールを記録した。
2022年2月10日にオクラホマシティ・サンダーとツーウェイ契約を結んだ。
2023年2月27日にサンダーと複数年本契約を結んだ。8月18日にツーウェイ契約で再契約し、2024年2月9日に複数年本契約を結んだ。

#### ゴールデンステート・ウォリアーズ
6月27日に金銭とのトレードでゴールデンステート・ウォリアーズへ移籍した。10月5日のロサンゼルス・クリッパーズとのプレシーズンゲームで決勝点となるブザービーターを沈めた。10月29日のニューオーリンズ・ペリカンズ戦でシーズンハイトなる21得点、8リバウンドを記録した。

#### デトロイト・ピストンズ
2025年2月6日にジミー・バトラーが絡む5チーム間の大型トレードでデトロイト・ピストンズへ移籍した。

#### サンアントニオ・スパーズ
7月25日にサンアントニオ・スパーズと契約を結んだ。

## 個人成績

### NBA

#### レギュラーシーズン
| シーズン | チーム | GP  | GS | MPG  | FG%  | 3P%  | FT%   | RPG | APG | SPG | BPG | PPG |
| -------- | ------ | --- | -- | ---- | ---- | ---- | ----- | --- | --- | --- | --- | --- |
| 2021–22  | OKC    | 25  | 1  | 18.6 | .406 | .363 | .800  | 2.9 | 1.0 | .8  | .3  | 8.0 |
| 2022–23  | OKC    | 41  | 0  | 12.9 | .393 | .358 | .800  | 1.8 | .7  | .3  | .3  | 5.2 |
| 2023–24  | OKC    | 38  | 0  | 7.4  | .471 | .435 | 1.000 | 1.1 | .6  | .1  | .2  | 3.6 |
| 2024–25  | GSW    | 38  | 9  | 17.2 | .371 | .331 | .727  | 2.5 | 1.1 | .6  | .3  | 5.5 |
| 2024–25  | DET    | 14  | 0  | 8.8  | .364 | .395 | ---   | 1.0 | .7  | .4  | .1  | 3.4 |
| 通算     | 通算   | 156 | 10 | 13.2 | .399 | .366 | .789  | 1.9 | .8  | .4  | .2  | 5.2 |

#### プレーオフ
| シーズン | チーム | GP | GS | MPG | FG%  | 3P%  | FT% | RPG | APG | SPG | BPG | PPG |
| -------- | ------ | -- | -- | --- | ---- | ---- | --- | --- | --- | --- | --- | --- |
| 2024     | OKC    | 3  | 0  | 2.8 | .000 | .000 | --- | .3  | .0  | .0  | .0  | .0  |
| 通算     | 通算   | 3  | 0  | 2.8 | .000 | .000 | --- | .3  | .0  | .0  | .0  | .0  |

### カレッジ
| シーズン | チーム | GP  | GS  | MPG  | FG%  | 3P%  | FT%  | RPG | APG | SPG | BPG | PPG  |
| -------- | ------ | --- | --- | ---- | ---- | ---- | ---- | --- | --- | --- | --- | ---- |
| 2016–17  | OSU    | 23  | 12  | 16.0 | .495 | .442 | .714 | 1.8 | .8  | .6  | .0  | 5.7  |
| 2017–18  | OSU    | 35  | 31  | 27.1 | .443 | .373 | .768 | 3.7 | 2.0 | .9  | .4  | 8.7  |
| 2018–19  | OSU    | 32  | 32  | 33.8 | .437 | .448 | .878 | 4.2 | 2.8 | 1.3 | .2  | 12.2 |
| 2019–20  | OSU    | 31  | 30  | 31.7 | .381 | .317 | .825 | 4.2 | 2.4 | 1.2 | .1  | 10.5 |
| 通算     | 通算   | 121 | 105 | 27.9 | .427 | .390 | .817 | 3.6 | 2.1 | 1.0 | .2  | 9.5  |